# Eudorella groenlandica
Eudorella groenlandica är en kräftdjursart som beskrevs av John Todd Zimmer 1926. Eudorella groenlandica ingår i släktet Eudorella och familjen Leuconidae. Inga underarter finns listade i Catalogue of Life.